# Diego Bará
Diego Bará Louro (Pontevedra, 28 de enero de 1997) es un poeta gallego. Es hijo del político Luís Bará.

## Trayectoria
Cursó Bachillerato en el IES Sánchez Cantón de Pontevedra, hizo un Ciclo Superior de Igualdad en Género y cursó estudios en la Facultad de Ciencias de la Educación y del Deporte, en el Campus Universitario de Pontevedra de la Universidad de Vigo.
Es militante de Galiza Nova desde los 17 años y en 2021 forma parte del Consejo Local del BNG.

## Obra

### Poesía
- A miña utopía (2020). Urutau. 80 págs. ISBN 978-65-87076-20-1.[4]

### En conjunto
- Poesía galega novísima (2020). Urutau. Coord. Marcus Daniel Cabada. 246 págs. ISBN 978-65-5900-003-4.[5]